# Peter Hofbauer (Fernsehproduzent)

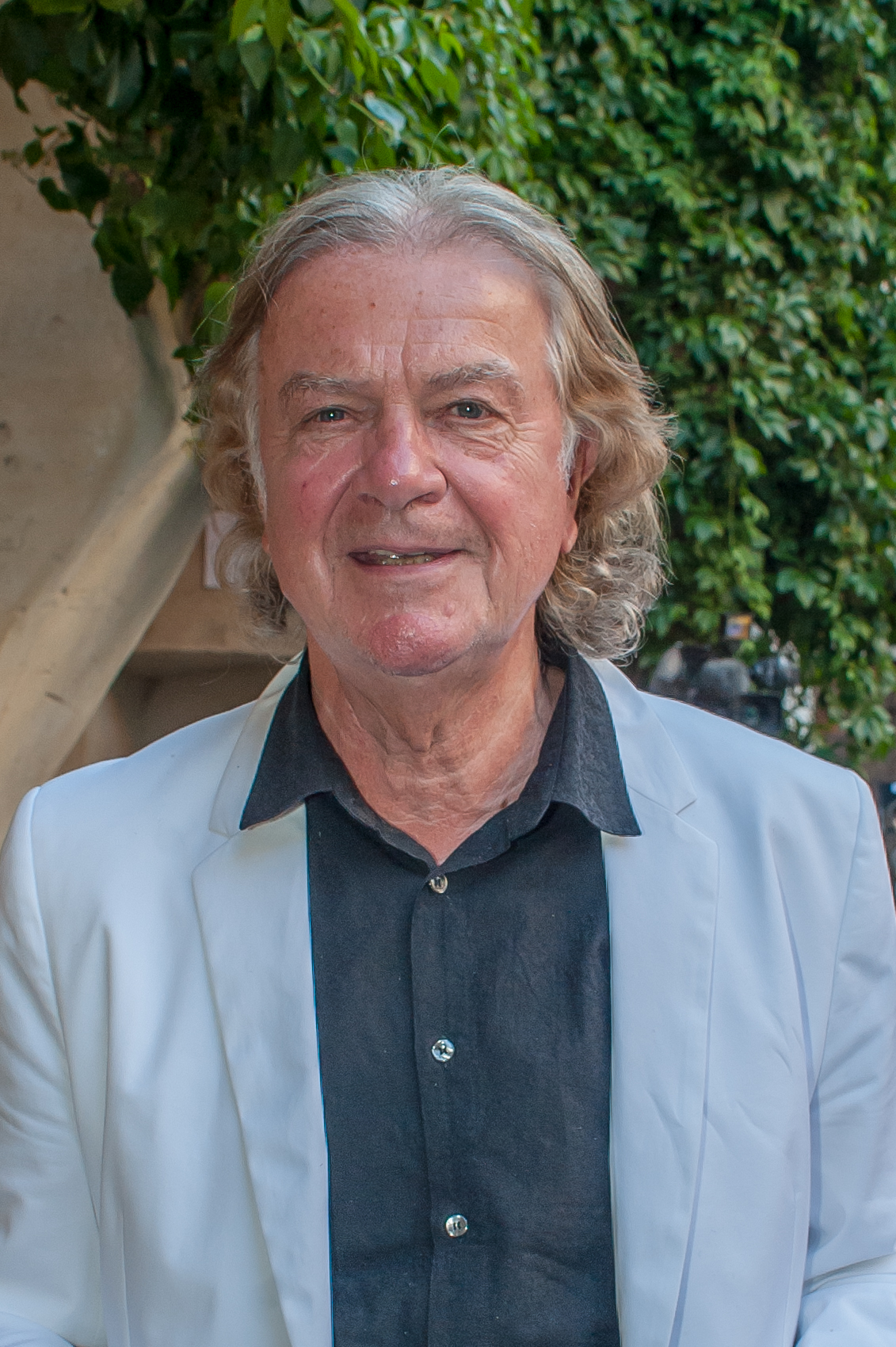
Peter Hofbauer 2016

Peter Hofbauer (* 24. Mai 1946 in Wien) ist ein österreichischer Fernsehproduzent, Theaterleiter, Musicalautor und Privatdozent.

## Leben
Hofbauer studierte an der Juridischen Fakultät der Universität Wien, promovierte 1973 und ist Mitglied der K.Ö.H.V. Mercuria Wien. Er war außerdem von 1976 bis 1980 Herausgeber und von 1974 bis 1977 Chefredakteur der ÖCV-Zeitschrift Academia und steht auch heute noch dem ÖCV und seiner Verbindung nahe. So ist er heute noch in der Redaktion der Academia tätig und tritt bei Veranstaltungen seiner alten Verbindung auf. 1970 erhielt er seinen Magister juris, seine Promotion schloss er 1973 ab.
Von 1974 bis 1979 war er als Mitarbeiter des Radio NÖ tätig und baute dort die Familienabteilung mit auf. Unter anderem moderierte er die Sendung „Hereinspaziert“. Anschließend übernahm er die Chefadministration des ORF-F2 und war dort in der Fernseh-Jugendredaktion tätig sowie federführend an der Etablierung als Vollprogramm beteiligt. 1983 übernahm er die Ressorts Kleinkunst und Unterhaltungsmusik und wurde 1988 zum Oberspielleiter Fernsehen. 1987 produzierte er die sechsteilige Fernsehserie Mozart und Meisel. Von 1990 bis 1995 war er ORF-Unterhaltungschef. Anschließend übernahm er als Privatbetreiber das Wiener Metropol, das zu dieser Zeit kurz vor der Auflösung stand. Hofbauer kümmerte sich um die wirtschaftliche Sanierung und etablierte das Theater wieder in Wien. Zusätzlich schrieb er mehrere Musicals, so zum Lustspiel Pension Schöller von Wilhelm Jacoby und Carl Laufs (Premiere: 11. April 2012) und Charleys Tante, beide zusammen mit Vicky Schubert, und das Italo-Pop-Musical Ti Amo zusammen mit Markus Gull, sowie das Musical „Go West“ (mit Andy Lee Lang in der Hauptrolle).
Von 2005 bis 2012 moderierte er die wöchentliche Sendereihe Words auf Radio Wien. Als Privatdozent am Konservatorium Wien ist er seit 2011 tätig. 2014 übernahm er die Intendanz des Festivals auf Schloss Weitra.

## Persönliches
Peter Hofbauer lebt derzeit in Neustift am Walde. Er ist seit 1984 mit Vera Russwurm verheiratet. Das Paar hat drei Töchter und betreibt die Firma Hof-Power, die unter anderem die wöchentliche Talkshow Vera exklusiv (ORF) produzierte.

## Auszeichnungen
- 2014: Berufstitel Professor[9]
- 2016: Großes Goldenes Ehrenzeichen für Verdienste um das Bundesland Niederösterreich[10]
- 2016: Goldenes Ehrenzeichen für Verdienste um das Land Wien

## Werke

### Buchveröffentlichungen
- „Insel der Fröhlichen“ – Humor, Witz und Satire in Österreich. Wien: Ueberreuther Verlag 1989, ISBN 3-8000-3338-0.
- Words: Die Poesie der Pop-Musik. Wien: Amalthea Verlag 2008, ISBN 978-3-85002-668-0.
- Das Glück ist ein Vogerl: Der Schlüssel zur Wiener Seele. Wien: Amalthea Verlag 2011, ISBN 978-3-85002-748-9.

### Musicals
- Ewig schad um uns (2000)
- Sag beim Abschied (2003)
- Strangers in the Night (2005)
- Joe und Julie (2007)
- Ti amo (2008)
- Wien hat den Blues (2008)
- Go West (2010)
- Charley’s Tante (2011)
- Pension Schöller (2012)